# Никодим Бернацький
Никодим Бернацький (пол. Nikodem Biernacki; 1 вересня 1825, Тернопіль — 6 травня 1892, Сянік) — польський скрипаль і композитор.

## Життєпис
Народився 1 вересня 1825 року в м. Тернопіль (Королівство Галичини та Володимирії, Австрійська імперія, нині Тернопільська область, Україна).
Першим учителем музики Никодима Бернацького був його батько Александер, пізніше навчався в італійця Тоніні (капельмайстер у Чорному Острові в графа Константія Пшезьдзецького (1782—1856)), а потім у Моріца Гауптманна і Фердинанда Давіда (у Лейпцигу) та Людвіга Шпора і Г. Ернста (у Парижі).
Грав у військовому оркестрі в Чернівцях, потім — в складі оркестру театру Скарбека у Львові. У 1851 році виїхав до Варшави. Кар'єру віртуоза розпочав під час навчання: виступав у Франції, Німеччині, Росії, Швеції, Бельгії та Америці. Від 1854 року працював концертмейстром Великого театру у Варшаві, солістом Гевандгаусу в Лейпцигу. У 1857 році приїжджав із концертом до Тернополя, дохід передав на будівництво шпиталю. У 1863—1864 роках був придворним скрипалем імператора Максиміліяна І в Мексиці, потім упродовж 15 років — концертмейстром шведського двору.
Після повернення на Батьківщину займався педагогічною діяльністю (Познань). У 1879 році заснував музичну школу в Познані. Потім працював професором музики в Гімназії отців єзуїтів у Хирові.
Помер 6 травня 1892 року в Сяніку. Похований на центральному цвинтарі Сяніка (надгробок був знищений у 1970-х).

### Сім'я
Син Александра Бернацького і Ельжбети Соколовської, які мешкали (принаймні в 1825—1827 роках) у Тернополі в будинку під номером 649. Його брат і сестра: Александер Бернацький (нар. 25 січня 1827 року в Тернополі) і Марія Бернацька, вийшла заміж за Миколая Мєчислава Токарського гербу Сас (1812—1884). Дружина: Розалія Ґалчинська гербу Соколя, дочка Войцеха Ґалчинського гербу Соколя і Анелі Курнатовської гербу Лодзя.

## Творчість
Опублікував «Галицькі народні пісні» у своїй обробці, «Сувенір для Петергофа», «Коломийки» та інші твори. Автор інструментальних і вокальних творів, більшість із яких за життя Бернацького не була видана.